# Pietro Anderlini

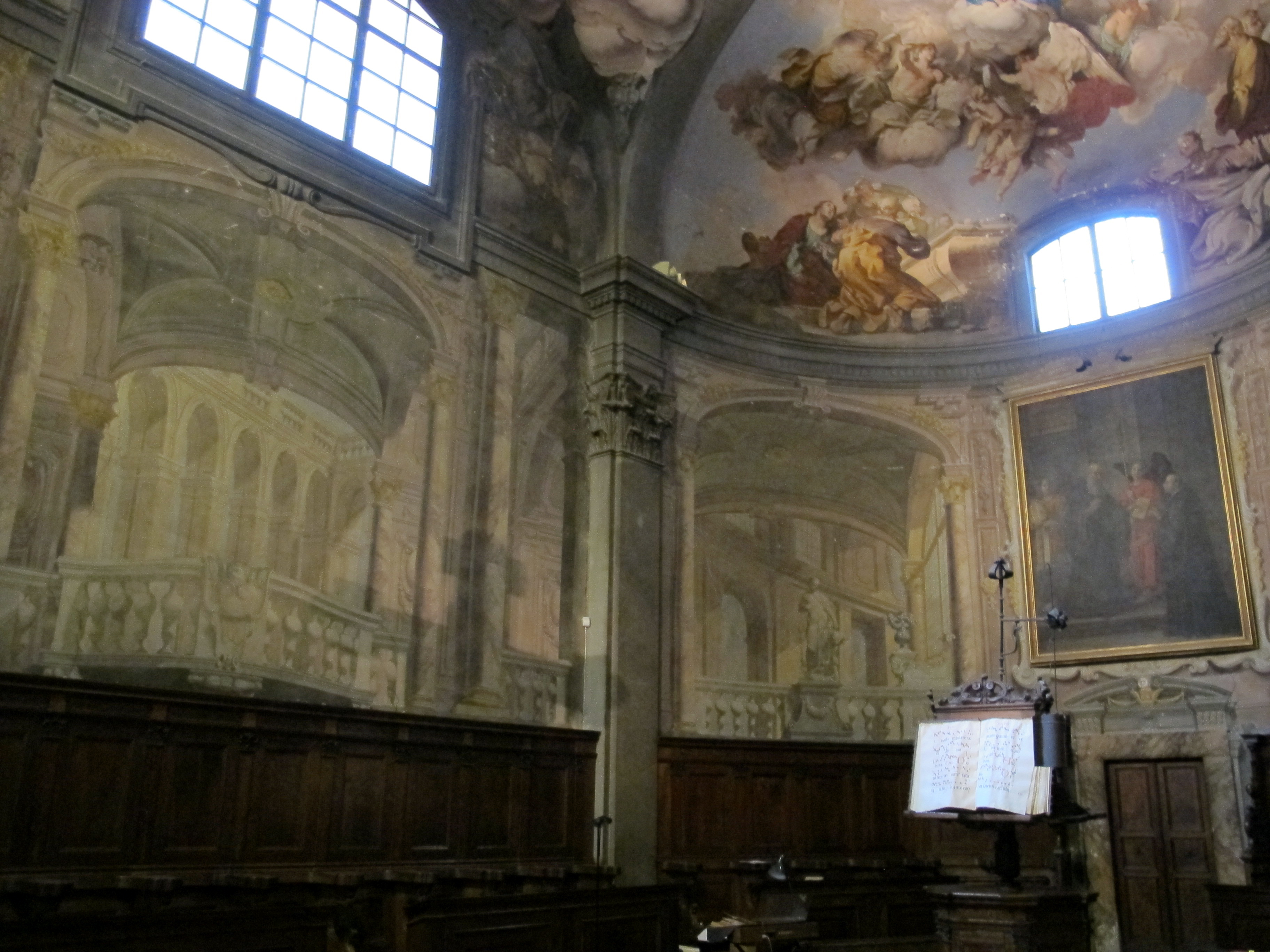
Prospettive, Coro della Badia Fiorentina

Pietro Anderlini (Firenze, 1687 – Firenze, 1755) è stato un pittore italiano del periodo rococò.

## Biografia
Pietro Anderlini (o Andorlini come riferiscono altre fonti) 
fu un pittore quadraturista del Settecento, di lui non abbiamo notizie biografiche certe ma sappiamo che fu allievo di Giuseppe Tonelli, la sua prima opera documentata fu l'affresco del Convento di San Lorenzo a Firenze del 1718. Lavorò accanto, e per conto, dei maggiori pittori del '700 fiorentino.
Il quadraturismo fu un genere sei-settecentesco d'affresco molto usato dai frescanti per abbellire con disegni d'architetture le proprie opere. L'effetto quadratura serviva per completare con finte architetture le opere dei frescanti sei-settecenteschi. Il più famoso di questi pittori fu sicuramente Girolamo Mengozzi Colonna che affiancò Giovan Battista Tiepolo nelle sue opere.

## Le opere

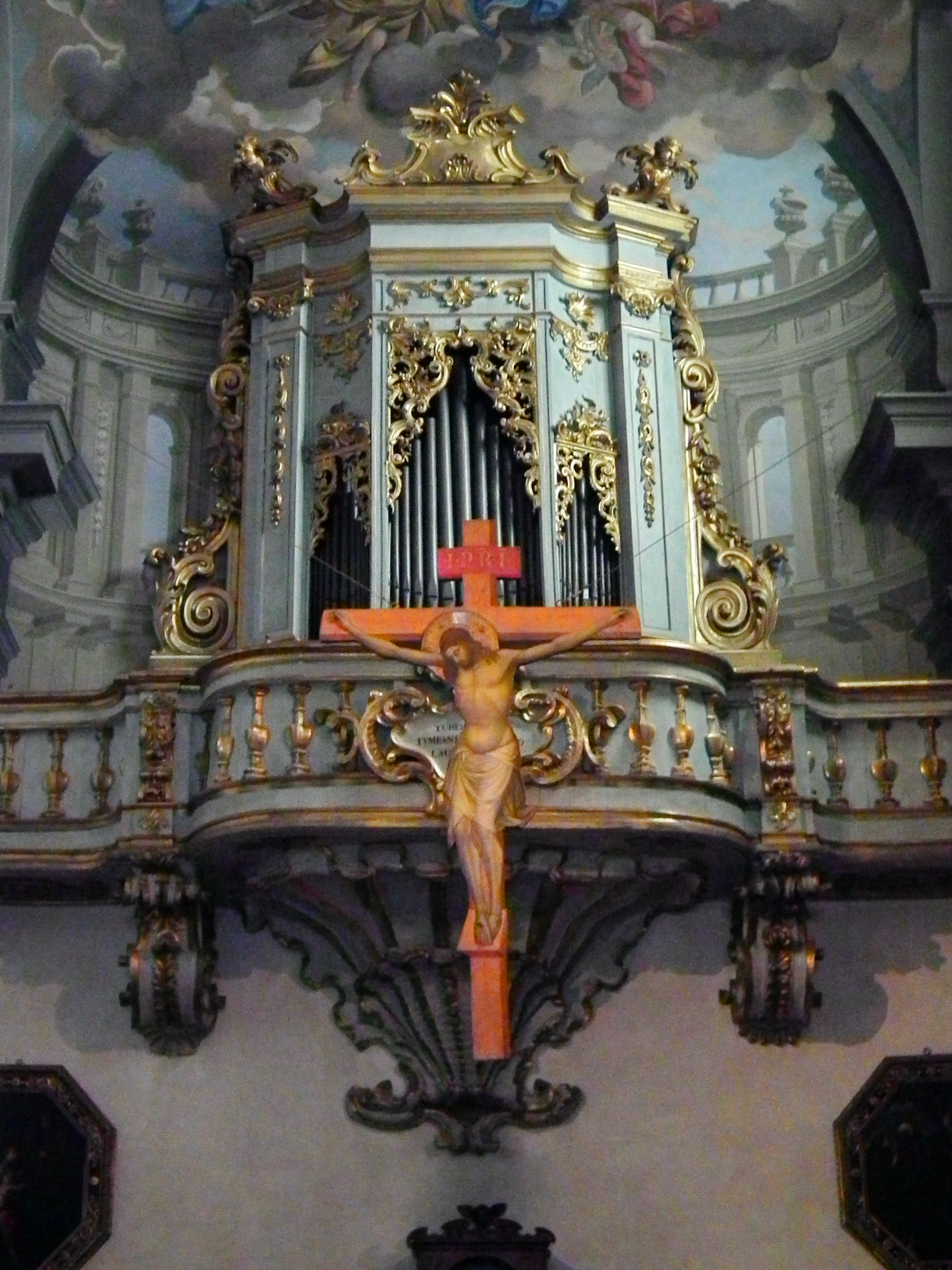
Prospettive architettoniche, Chiesa di S.Giuseppe, Firenze

L'Anderlini fu chiamato, nel 1720, da Giovanni Domenico Ferretti, a dipingere le quadrature architettoniche del Coro della SS. Annunziata di Pistoia. Sin da questa sua prima opera importante l'affiancò un altro quadraturista toscano: Lorenzo del Moro.
Nel 1721 fece le quadrature nel convento di San Francesco a Castelfiorentino per gli affreschi di Agostino Veracini.
Anderlini lavorò anche per il teatro, sia come quadraturista che come scenografo, fu membro della Accademia degli Immobili per la quale decorò la volta del Teatro della Pergola nel 1728 e nel 1732 lavorò al Teatro del Cocomero per l'Accademia degli Infocati dove dipinse anche apparati scenografici per opere di Metastasio (La Semiramide, La Didone abbandonata).
A partire dal 1730 lavorò nella Chiesa dei Santi Prospero e Filippo a Pistoia sempre in collaborazione con Lorenzo del Moro che poi sostituì dal 1735 per conto di Giovanni Domenico Ferretti. E sempre con Ferretti e Vincenzo Meucci decorò con architetture illusionistiche il secondo piano di Palazzo Panciatichi di Firenze.
Una delle sue più importanti decorazioni fu quella per la Badia Fiorentina dove nel 1734 decorò gli affreschi del Coro di Ferretti e in seguito anche la Cappella di San Mauro dove invece lavorò per conto di Vincenzo Meucci.
Ancora nel 1734 lavorò all'Oratorio di San Niccolò del Ceppo sempre con Ferretti, che fu il pittore con il quale collaborò maggiormente.
Sempre con Ferretti e Meucci lavorò alla decorazione del Palazzo Arcivescovile di Firenze e nella chiesetta di San Salvatore al Vescovo. Mentre soltanto con il Ferretti collaborò, nel 1742, alla decorazione del Refettorio della Chiesa della Santissima Annunziata. Un'altra commissione importante furono le prospettive architettoniche di Palazzo Sansedoni di Siena dove, oltre che con il solito Ferretti, lavorò con Giuseppe Melani.
Fu presente anche alla decorazione di molti importanti palazzi nobiliari fiorentini come: Palazzo Rucellai, Palazzo Capponi e Palazzo Pucci. A Pescia decorò Palazzo Flori sempre accanto all'immancabile Ferretti. Mentre con Sigismondo Betti affrescò, nel 1752 la Chiesa di San Giuseppe a Firenze.
Altre sue opere si trovano nelle chiese del Santissimo Crocifisso di Volterra, nella Cripta della Misericordia di Colle di Val d'Elsa e quella dei Santi Raniero e Luigi a San Giuliano Terme presso Pisa, datata 1748.
Dell'Anderlini non sappiamo molto altro se non che morì a Firenze, probabilmente nel 1755.